# Terror (Revolução Francesa)
O termo Terror na historiografia da Revolução Francesa é geralmente utilizado para denominar o período e os atos de violência política ocorridos durante o governo de aliança entre jacobinos e sans-culottes, isso é: entre a queda dos girondinos e a Reação Termidoriana; ou seja, mais ou menos entre meados de 1793 (ou ano I do calendário revolucionário) e 27 de julho de 1794 (ou 9 de Termidor do ano II).
Os jacobinos chegaram ao poder em junho de 1793 e apresentaram, pouco tempo após à sua ascensão, o texto de uma nova constituição para a França, que, aprovada por 1,8 milhão de votos em um plebiscito, foi imediatamente suspensa pela Convenção Nacional sob o argumento de que a sua aplicação antes da derrota dos contrarrevolucionários poria em risco a própria revolução. Nesse meio tempo, o Comitê de Salvação Pública, associado ao Comitê de Segurança Geral e aos diversos Comitês de Vigilância que atuavam regionalmente, assumiu a tarefa de defender a revolução contra os seus inimigos internos e externos.
O período foi marcado por uma grande mobilização social e econômica da França no esforço de guerra, que passou a contar com o maior exército da sua história até então (750 mil homens), ao mesmo tempo em que se cedia a algumas das demandas das alas mais radicais dos sans-culottes, que exigiam um combate mais radical contra os contrarrevolucionários. Em setembro de 1793, a constituição foi formalmente suspensa e se instaurou o estado de exceção "até a paz". Nessa esteira foram aprovadas, também, a Lei dos Suspeitos e a Lei dos Estrangeiros. Entre junho de 1793 e julho de 1794, 16 594 pessoas foram executadas e, se somadas às pessoas que morreram sumariamente ou enquanto estavam detidas, estima-se que o número de mortos durante esse período chegue a 40 mil pessoas.
Com a virada na guerra em favor da França e o aumento da escassez de alimentos a autoridade do Comitê de Salvação Pública começou a ser questionadas, e boa parte dos sans-culottes se distanciou dos jacobinos. Com a perda do apoio popular da Montanha, os deputados da Planície começaram a atacar o Comitê, e, em especial, Robespierre. No dia 9 de Termidor do ano II (ou, 27 de julho de 1794), Robespierre foi preso e, no dia seguinte, executado com outros 88 apoiadores, entre eles Louis de Saint-Just.

## Antecedentes

### Monarquia Constitucional

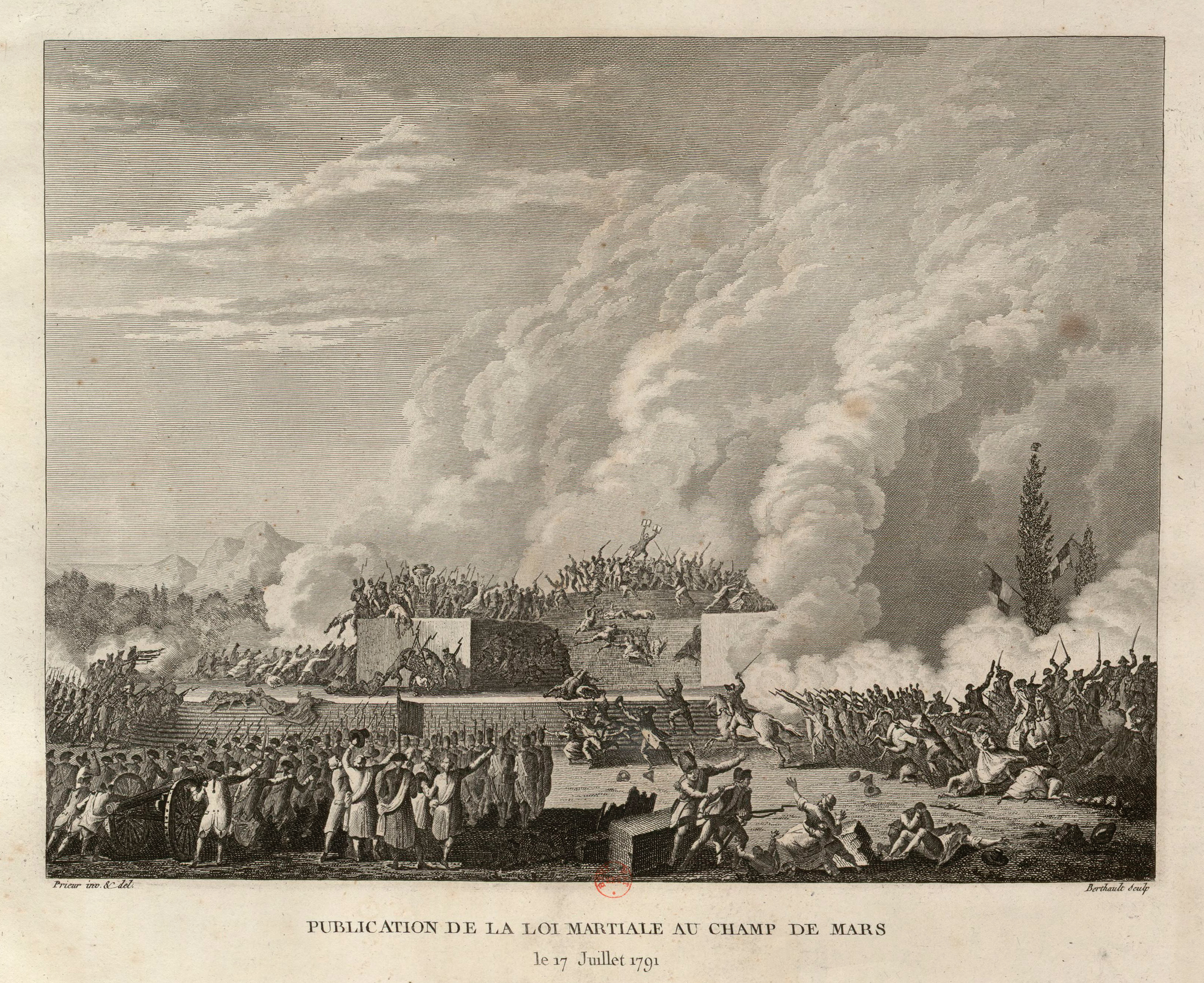
Fuzilamento do Campo de Marte, em 17 de julho de 1791. Gravura em água-forte de Pierre Gabriel Berthault (1802)

Desde 1791, a França estava passando por uma fase de radicalização. Os personagens mais moderados da primeira fase da Revolução, como o Marquês de La Fayette, comandante da Guarda Nacional, e o prefeito de Paris, Jean Sylvain Bailly, entram em conflito direto com revolucionários mais radicais. A partir da Fuga de Varennes, em junho de 1791, se forma o Clube Republicano, que, após exigir a abdicação de Luís XVI, é massacrado pela Guarda Nacional. Em setembro é assinada a primeira constituição francesa, que institui limites ao poder real e o sufrágio masculino censitário.
Paralelo a isso, os soberanos dos demais Estados absolutistas da Europa passam a ameaçar diretamente as autoridades constituídas da França no caso dessas agirem em desfavor do rei Luís XVI, o que é recebido pela Assembleia como uma declaração de intenção de guerra. O Clube Jacobino se divide: enquanto membros como Brissot e Condorcet - que depois seriam chamados pela historiografia de girondinos - defendiam a declaração de guerra contra as monarquias absolutistas, uma outra ala, constituída por aliados de Marat e Robespierre, se demonstrava, naquele momento contrária à guerra. Seja como for, em abril de 1792 o rei declara guerra ao seu sobrinho, o arquiduque da Áustria, que logo ganha o apoio do rei da Prússia.
Os meses seguintes são de profunda radicalização republicana. Ao mesmo tempo em que Luís XVI tentava se apresentar como um defensor do povo francês e do processo revolucionário, os monarcas que estavam invadindo a França não eram discretos nas suas intenções de restaurar a monarquia absoluta. Em 3 de agosto de 1792, o duque de Brunsvique publica um manifesto ameaçando a população parisiense da "mais memorável vingança" caso a família real ou a sua residência fossem violadas de qualquer forma. Esse documento foi tomado como prova da colaboração de Luís com o inimigo. No dia 9 de agosto, 47 das 48 seções da cidade enviam um ultimato à Assembleia Nacional: se o rei não fosse oficialmente deposto o Palácio das Tulherias seria invadido e ele seria retirado do trono à força. Foi o que aconteceu no dia seguinte.

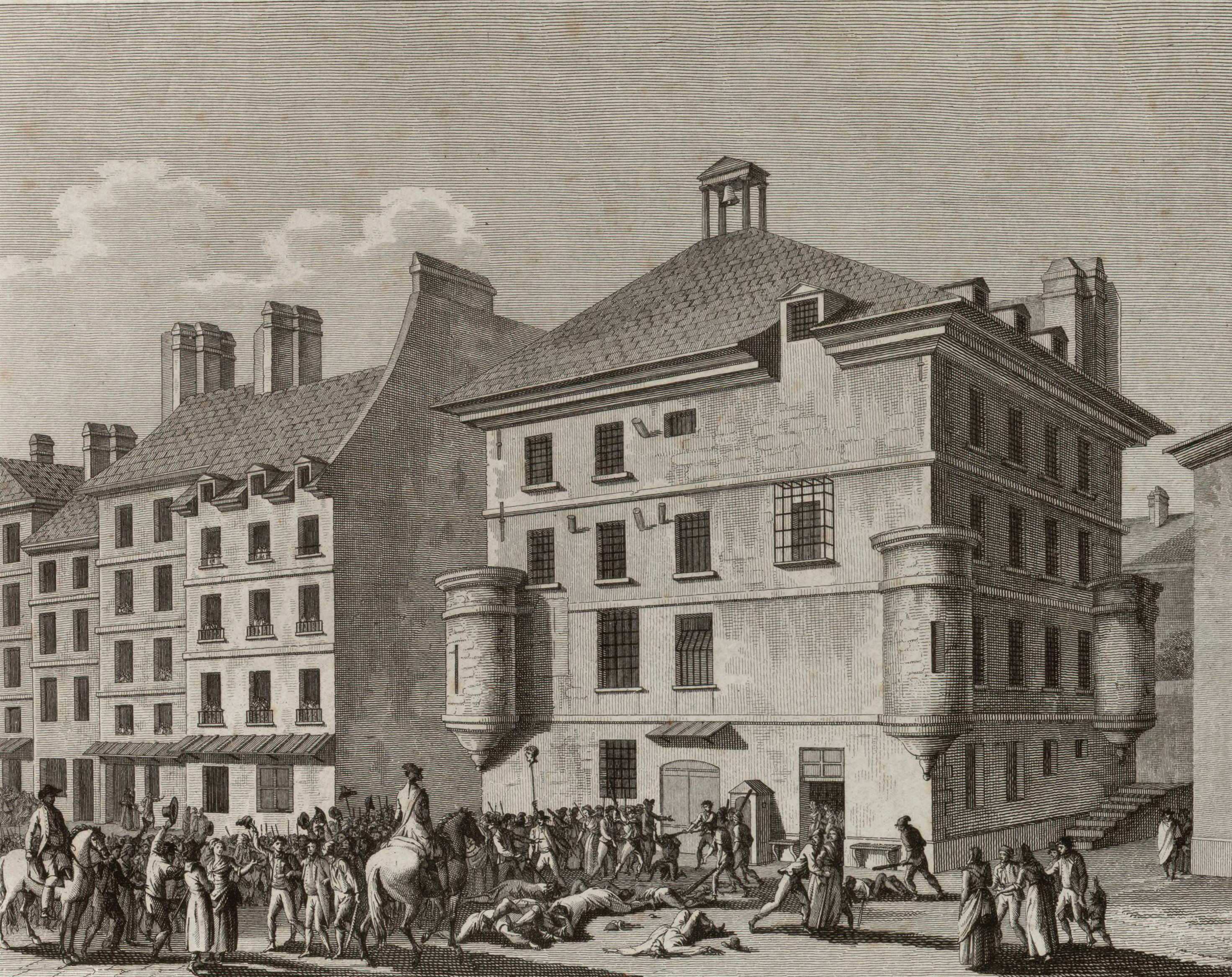
Massacres de 2, 3, 4, 5 e 6 de setembro de 1792. Gravura em água-forte de Pierre Gabriel Berthaul (1802)

Luís XVI e sua família conseguem escapar com vida do palácio e pedem refúgio à Assembleia Nacional, que suspende a monarquia, abole a constituição de 1791 e convoca novas eleições. O rei é levado ao cárcere na Fortaleza do Templo e, no dia 21 de setembro, um dia após a sua posse, a Convenção Nacional proclama a república na França. Pouco tempo antes disso, entre os dias 2 e 6 de setembro, diversas prisões de Paris são invadidas e cerca de 1300 pessoas identificadas como colaboradoras das potências invasoras e da traição do rei são linchadas.

### Primeira República
Os primeiros meses da república, entre setembro de 1792 e janeiro de 1793, são marcados pela divisão da recém-empossada Convenção Nacional acerca do destino que deveria ser dado ao rei deposto, agora, simplesmente, "cidadão Luís Capeto". À direita sentam-se os girondinos, enquanto, em sua oposição, erguem-se os "montanheses", representados por Robespierre, Danton, Desmoulins, Saint-Just, entre outros. Enquanto esses primeiros clamavam por uma atitude mais misericordiosa em relação ao ex-monarca, os montanheses exigiam a morte sem julgamento de Luís como forma, tanto política como simbólica, de consagrar a vitória da Revolução. No dia 15 de janeiro, Luís é considerado culpado de conspiração com o inimigo, no dia 16 é condenado à morte e, no dia 17, teve a clemência negada. Foi, finalmente, executado pela guilhotina no dia 21 de janeiro.

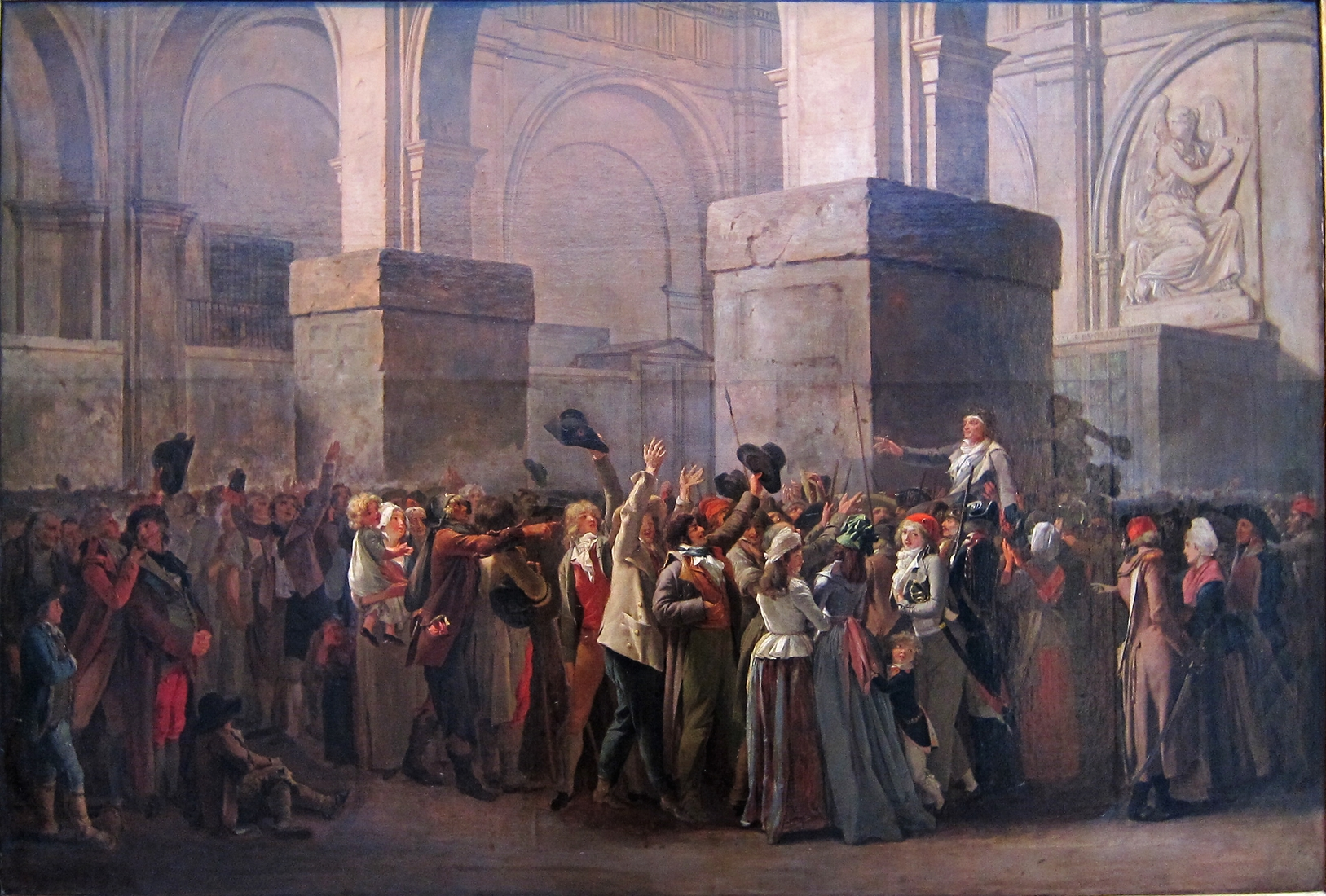
O Triunfo de Marat. Óleo sobre tela de Louis-Léopold Boilly (1794). O editor do jornal L'Ami du Peuple foi um dos primeiros julgados pelo tribunal revolucionário, em abril de 1793. A sua absolvição veio como um "banho de água fria" para os girondinos, que buscavam, com a sua condenação, controlar o que viam como "desordem pública".

A execução de Luís inaugurou uma nova fase na guerra contra as monarquias da Europa. No dia 1º de fevereiro a Convenção declarou guerra à Grã-Bretanha e à República dos Países Baixos. Pouco tempo depois, a Espanha, Portugal, Nápoles e a Toscana também declararam guerra à França. Nesse quadro, no qual a França se encontrava completamente cercada, o governo girondino, passa a ser responsabilizado pela intensa crise econômica que afligia os franceses, além de serem acusados, pelos montanheses de demasiada clemência com o antigo rei no episódio do seu julgamento e execução.
Em resposta às crescentes movimentações contrarrevolucionárias, em fevereiro aprova-se a convocação de um exército de 300 mil homens, em março, é criado um Tribunal Criminal Extraordinário - depois chamado de revolucionário - e, em abril, o Comitê de Defesa Geral da Assembleia é transformado em Comitê de Salvação Pública, com poderes ampliados. Entre maio e junho os montanheses lideram diversas "jornadas revolucionárias" contra os girondinos, que são presos, finalmente, no dia 2 de junho, lançando o governo na mão dos jacobinos e iniciando o período que depois será chamado por seus opositores de "Terror".

## Figuras Importantes
Algumas personalidades são essenciais para compreender a mentalidade e o contexto no qual o terror se instalou na França. Dentre tantos, pode-se destacar dois: Jacques-René Hébert e Saint-Just. Ideologicamente, Hébert se posicionava à esquerda e defendia uma maior radicalização da Revolução, seus seguidores ficaram conhecido como hebertistas, e foi uma das vozes principais na defesa do movimento de descristianização. Hébert eram o apoiador ativo do terror, porém, sua influência sobre os sans-culottes de Paris o colocou em rota de colisão contra o governo Revolucionário. Temendo sua força de mobilização popular, a convenção o condenou, juntamente com vários de seus partidários, à guilhotina. Saint-Just, por sua vez, foi um jovem político e escritor que assim como Robespierre defendia a diferenciação entre a ordem revolucionária e a ordem constitucional. Saint-Just foi um dos mais importantes teóricos da revolução francesa. Muito próximo de Robespierre, trabalhou para a queda da gironda e dos hebertistas.

## O regime revolucionário sob o Terror

### Constituição de 1793
Pouco tempo após a derrota dos girondinos, os deputados montanheses apresentaram o texto de um novo projeto de Constituição que, entre outras coisas, instituía o sufrágio universal masculino, consagrava o direito de insurreição, submetia a propriedade privada ao interesse público e declarava que a igualdade era o mais importante de todos os direitos. A Carta Constitucional foi submetida ao escrutínio dos cidadãos franceses, que a aprovaram por 1,8 milhão de votos contra apenas 11 mil contrários. No dia 10 de agosto - um ano após a invasão das Tulherias - uma cópia da Constituição foi depositada no salão do Manège, que abrigava a Convenção Nacional.

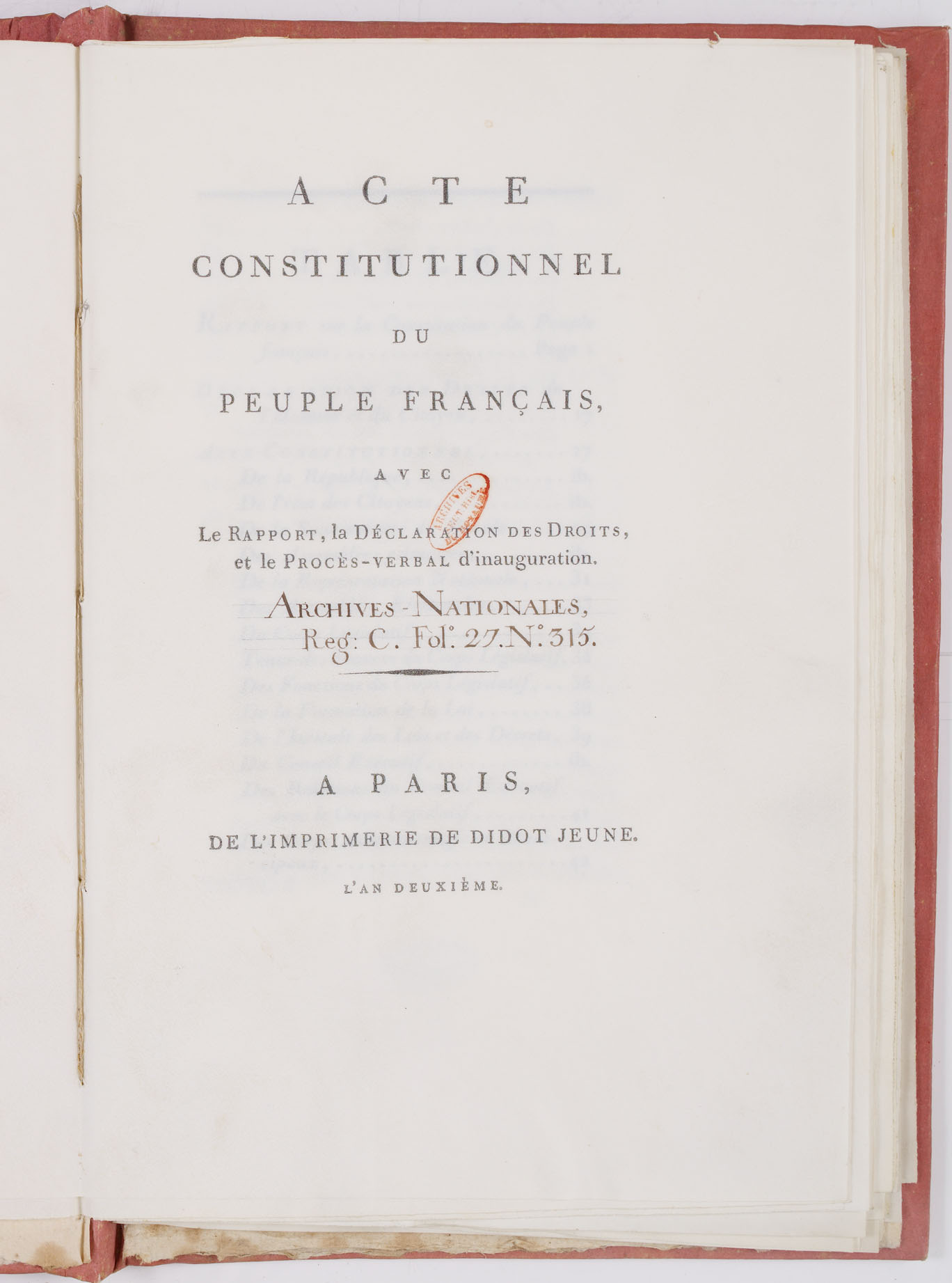
Primeira página da Constituição do Ano I (1793)

Apesar disso, essa Constituição nunca chegou a ser colocada em efeito, sendo suspensa oficialmente pouco tempo depois, em outubro de 1793, sob o argumento de que a normalidade constitucional, naquele momento, seria a garantia da derrota da Revolução, já que ela não possuiria os mecanismos necessários para .combater com eficácia os inimigos da República. É importante salientar, no entanto, que, mesmo que a Constituição tivesse sido suspensa, ela não tinha sido revogada; de modo que as medidas tomadas pelos participantes do "Terror" eram justificadas como necessárias apenas naquele contexto de guerra generalizada e não como diretrizes de uma República em pleno funcionamento em tempos de paz 

### Comitê de Salvação Pública
No dia 1 de janeiro de 1793, foi fundado, como forma de agilizar os trabalhos de outros sete comitês (Guerra, Finanças, Colônias, Marinha, Diplomacia, Constituição e Comércio) o Comitê de Defesa Geral, composto de vinte e quatro membros apontados pelos comitês citados com a responsabilidade de "junto aos ministros, [empreender] as ações necessárias nas campanhas vindouras e no estado atual de negócios."

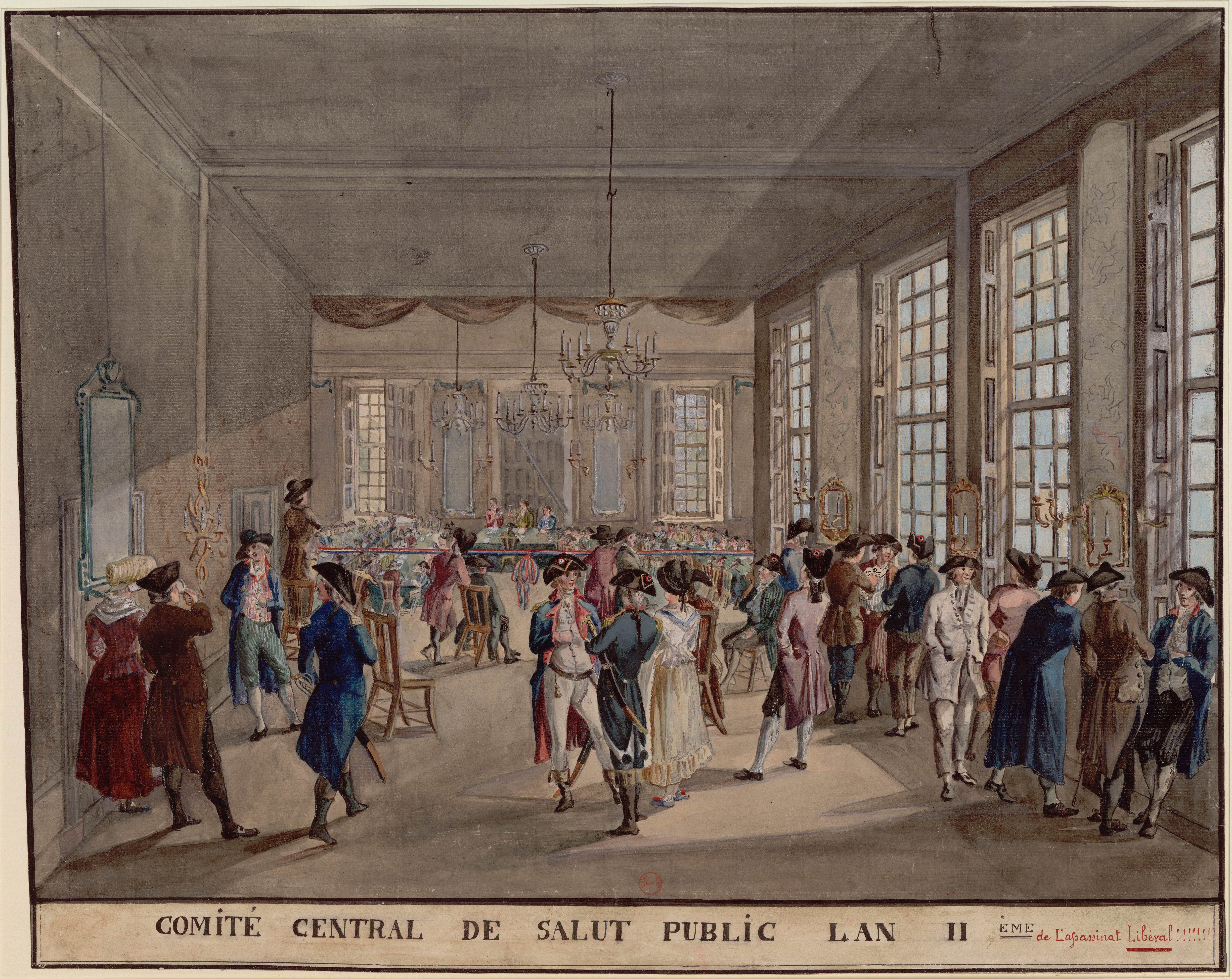
Comitê Central de Salvação Pública no Ano II, Aquarela e guache de autor desconhecido (c. 1793-4)

No dia 6 de abril daquele ano, após a deserção do general Charles François Dumouriez, o Comitê de Defesa Geral foi transformado em Comitê de Salvação Pública, cujos membros seriam escolhidos pela própria Convenção e teriam a responsabilidade de organizar ações em defesa da Revolução e enviar e supervisionar representantes para que agissem nesse sentido de forma mais localizada nos departamentos e exércitos da França. São as ações desses representantes - cujos decretos tinham força de lei -, por vezes envolvidos em grandes massacres, que foram apelidadas pelos termidorianos após o fim do governo jacobino de "terroristas".

### Tribunal Revolucionário

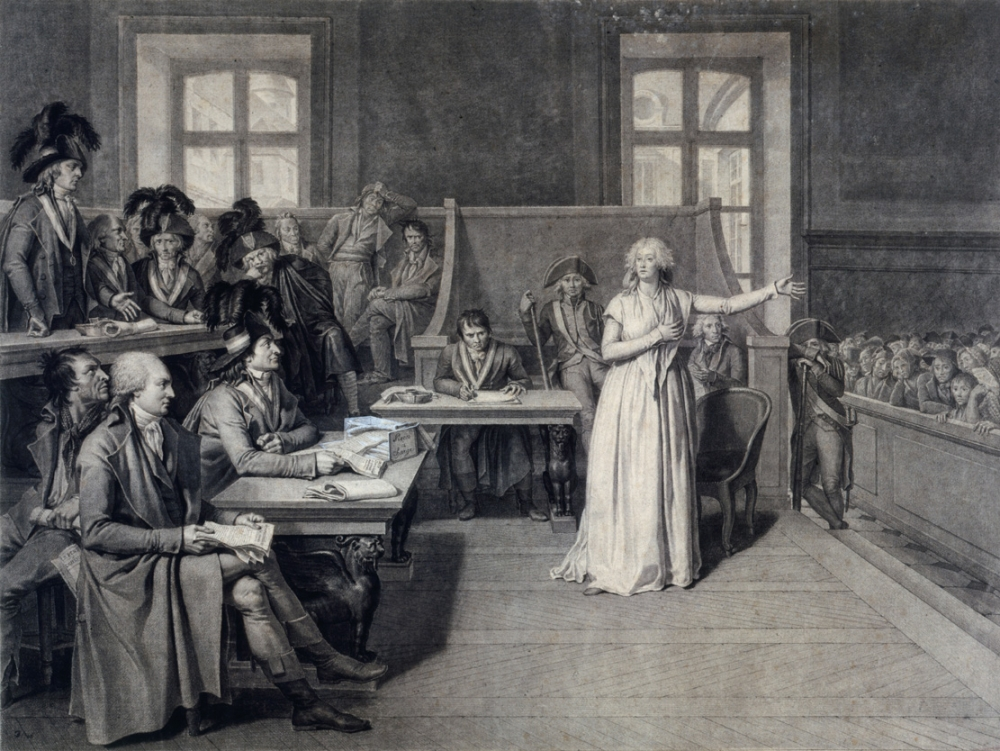
Maria Antonieta diante do Tribunal Revolucionário, desenho de Pierre Bouillon (1794).

O Tribunal Revolucionário foi uma corte de justiça instituída pela primeira vez após a proclamação da república em setembro de 1792 onde ocorriam, de forma extraordinária, os julgamentos de pessoas acusadas de crimes políticos. Foi diante do Tribunal que foram julgadas pessoas como Jean-Paul Marat, Camille Desmoulins, Georges Danton e Maria Antonieta.

### Teoria do Governo Revolucionário

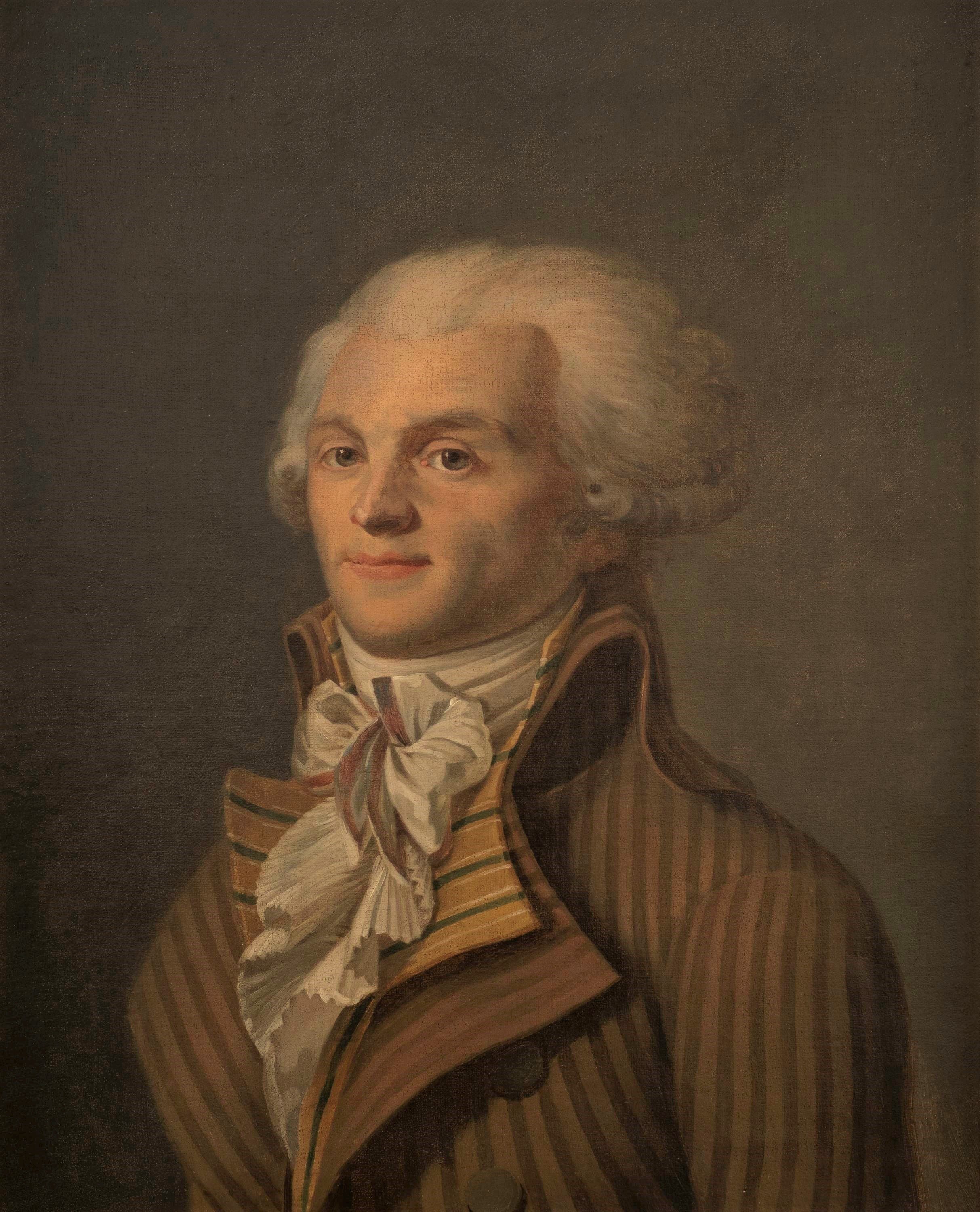
Retrato de Maximilien de Robespierre. Óleo sobre tela de autor anônimo (Déc. 1790). Membro do Comitê de Salvação Pública, após a Reação Termidoriana, Robespierre foi acusado de tentar se tornar ditador da França.

Para compreender melhor a institucionalização do terror, pode-se recorrer à Teoria do Governo Revolucionário de Robespierre. Maximilien de Robespierre foi um dos mais influentes jacobinos no governo revolucionário, em 25 de Dezembro de 1793 ele expôs à Convenção os princípios que determinavam que a função fundamental do governo revolucionário era a fundação da república. Considerado o grande líder do Terror, comandava o Comitê da Salvação Pública, além de ser um dos criadores do Clube Jacobino. Robespierre acreditava que o governo revolucionário deveria consolidar um ideal de República, rejeitando a ideia de que o terror era um poder ditatorial, pois sua origem era o povo.
Após a criação e estabilização do novo regime, seria a função do governo constitucional conservá-lo. Robespierre afirmava ainda que o governo revolucionário deveria a todos os bons cidadãos a proteção e a morte aos inimigos do povo. Nessa perspectiva, a instituição do terror se fazia necessária para a proteção da república, da revolução e das conquistas iluministas que surgiriam delas.

## Economia

### Lei do Maximum Géneral
Além das questões militares e da repressão política, algumas reformas econômicas foram postas em prática durante o terror, como foi o caso da Lei do Maximum Général, uma demanda dos Sans-culottes para enfrentar a inflação e a escassez de alimentos. Em outubro de 1793, o governo se declarou revolucionário até a paz. Tal decisão significava que a convenção não mediria esforços para enfrentar as ameaças internas e externas que se projetavam contra a república francesa, inclusive estabelecendo controles de preços e de salários e combatendo a especulação e o açambarcamento de grãos.

## Descristianização
No ano II, já figurando na cronologia do Terror, Hébert, um dos líderes do Comitê de Salvação Pública, iniciou um movimento de descristianização do país, com a destruição de igrejas e o estímulo à perseguição dos sacerdotes que não haviam jurado a constituição (os refratários). Contudo, o próprio Robespierre era contrário ao movimento e o via como potencialmente perigoso, sendo um dos motivos para a posterior repressão aos Herbertistas. Para Robespierre a existência de uma divindade significava o triunfo da virtude, logo, como era a virtude que justificava o Terror, o ateísmo poderia desqualificar o sentido das ações do governo revolucionário.

## O fim do Terror

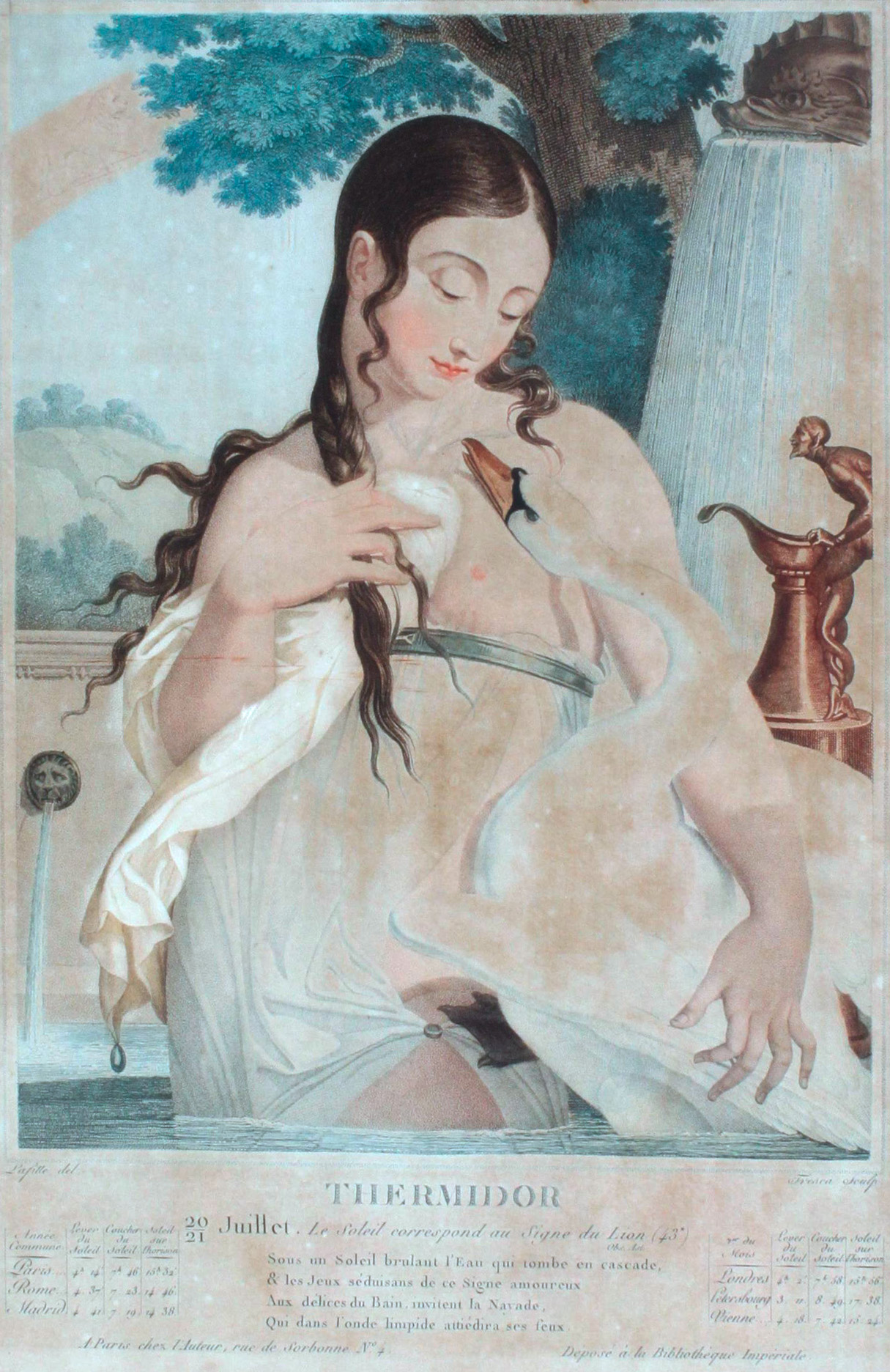
Alegoria do Termidor. Ilustração de Louis Lafitte (data desconhecida).

### 9 de Termidor
O fim do Terror sucede com a desmobilização do movimento popular de Paris, enfraquecido com os expurgos dos Herbertistas e com a crescente resistência na própria Convenção ao poder pessoal de Robespierre e de sua facção. Ao mesmo tempo, as vitórias militares, nos fronts interno e externo afastaram os riscos de uma vitória da contrarrevolução. Em 9 de Termidor,  27 de julho de 1794, a Convenção tramou contra Robespierre e seus apoiadores, que foram presos e guilhotinados. Houve, ainda, uma tentativa mal-sucedida de insurreição para resgatar Robespierre. Nos meses seguintes, as instituições e as leis terroristas foram encerradas, os comitês de vigilância foram desmanchados e o Clube dos Jacobinos fechado.
Segundo Biard e Linton, 
“Os homens que juntaram forças para matar Robespierre seriam conhecidos como os ‘Termidorianos’. Eram, como ele, membros da Convenção Nacional, o corpo parlamentar que fora responsável pelas leis que viabilizaram o terror. Muitos desses homens, como o próprio Robespierre, foram Montanheses, isto é, membros do Clube dos Jacobinos que sentaram na Convenção. Portanto, eles mesmos estiveram, ao longo de muitos meses, no coração de um grupo mais amplo (incluindo muitos não-Montanheses), que trabalharam juntos para promover políticas revolucionárias, incluindo aquelas que viabilizaram o terror.” 

### Vítimas do Terror
Há uma certa discordância quanto ao número exato de mortes produzidas pelo terror revolucionário, especialmente quanto ao que se considera parte das mortes atribuíveis ao Terror. As execuções judiciais, lavradas pelo Tribunal Revolucionário, foram 10 mil. Esse número não engloba as mortes “não oficiais”, que aconteceram nas prisões, pela lotação e por doenças, ou as execuções sumárias que aconteceram nas guerras e revoltas. A maior parte dessas vítimas eram camponeses, que muitas vezes se revoltaram contra a Revolução, como é o caso da Guerra Civil de Vendéia, onde foram massacrados; estima-se que pelo menos 128 mil pessoas morreram nessa guerra. Dentre os grupos mais afetados estavam os padres refratários, que se recusaram a jurar pela nova constituição civil do clero. Em protesto, não deixaram seus postos, resultando em respostas mais repressivas. Passaram a ser suspeitos de rebelião contra a nação. Figuram também os emigrés: nobres, detentores de capital e funcionários públicos que escaparam da França, também recusando-se a jurar pela constituição civil. A ocorrência desses grupos na resistência à Revolução fizeram deles seus inimigos. Mais tarde, as definições vagas da Lei dos Suspeitos abriu espaço para punições contra categorias mais arbitrárias de pessoas. Milhares de pessoas emigraram do país e muitas mais sofreram com a destruição de cultivos e de propriedades produzida pela invasão estrangeira e pela guerra civil. Estando o terror atuante na manutenção da Revolução, seus efeitos são situados, com o número de mortes se concentrando nas fronteiras e nos departamentos insurgentes e envolvendo grupos ‘inimigos da Revolução’, enquanto comparativamente ameno em outras regiões.

## Posterior
Após o 9 de Termidor, foi realizada uma reestruturação do governo. A população pobre urbana foi quem mais sofreu com isso, por conta da desvalorização dos assignats (o papel da revolução) e da fome. Porém, com a volta da moeda metálica há uma queda inflacionária e por consequência a queda dos preços.
O movimento sans-culotte foi sistematicamente reprimido, os Jacobinos  não se fizeram mais presentes no governo e os levantes populares contra a reação termidoriana foram derrotados. O crescimento do movimento monarquista, principalmente da Juventude Dourada, estimulou o fenômeno do Terror Branco, entre dezembro de 1794 até o final 1795, com a perseguição aos antigos militantes Jacobinos.

## Interpretações do "Terror"

### Antes da Reação Termidoriana
Os significados de terror no século XVIII revelam a complexidade em torno da percepção do seu emprego no âmbito militar e didático: do terror da intimidação ao terror positivo (salutary terror), o que os revolucionários entendiam por ‘terror’ perpassava suas emoções e decisões táticas. Nos anos iniciais da Revolução, Thomas Paine, em resposta às críticas de Edmund Burke, demonstra uma noção de terror que o dissocia da natureza revolucionária: Paine argumenta que o terror das massas foi aprendido vendo seu emprego pelas autoridades do Antigo Regime, a exemplo da brutalidade da execução de Damiens por tentativa de regicídio em 1757.
O terror dizia respeito também à glória, poder, legitimidade. Existe uma certa reverência ao terror no Velho Testamento, onde Deus pune não só descrentes, mas também os próprios súditos com grandes catástrofes, numa forma de terror ‘saudável’ (de ‘saudar’, salutary). Essas ideias eram amplamente lidas das coleções de sermões dos bispos de Luis XIV ao longo do século XVIII. Independente da rejeição das doutrinas cristãs, eram ainda revolucionários crescidos nessas tradições. No contexto dos deveres de um rei para com o bem comum, havia a noção de virtudes do rei que incluía ser justo com os seus súditos e terrível com seus inimigos, uma vez que era prioridade manter a segurança geral.

O recurso ao terror também podia servir como ‘a arma dos fracos’:
"Embora não haja uma quantia precisa, e estimativas variem muito, uma aproximação razoável das casualidades civis e militares nas guerras revolucionárias francesas na primeira coalisão (1792-97) e as guerras civis do Ano II (1793-94) juntas alcançaram cerca de 350 000 (Terror, 50 000; Vendeia, 100 000; Primeira Coalisão, 200 000), ou cerca de 1,3% da população francesa (26 000 000). Em outras palavras, a porcentagem da população morta durante a Revolução Americana foi, modestamente, quase a mesma que a da Revolução Francesa.
Se o Terror provoca a ilusão de uma maior violência na França revolucionária do que em outras revoluções de seu tempo, não é por coincidência: o terror na França adquiriu aspecto performativo, fazendo cada morte ter o máximo de impacto simbólico, tal como as execuções no Antigo Regime.

### Após a Reação Termidoriana

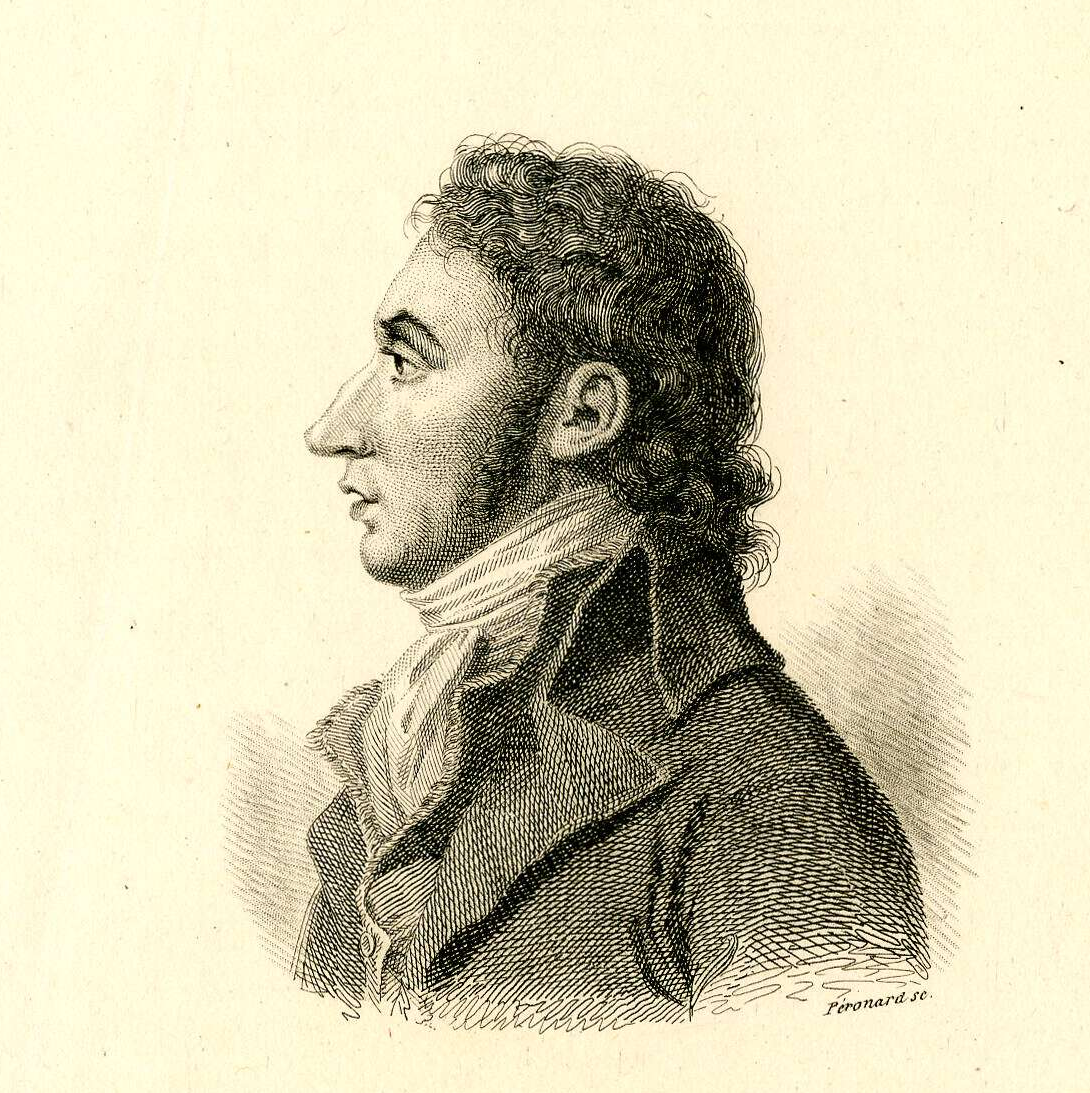
Jean-Lambert Tallien, desenho de Melchior Péronard (1848). Em discurso em outubro de 1794, o termidoriano consagrou a ideia do "Terror" como qualificador do governo jacobino.

Antes da tomada do poder pelos termidorianos, a palavra "terror" era utilizada de formas variadas, podendo significar coisas como pavor, maravilhamento ou, até, violência. O uso do termo "Terror" para se referir ao período de governo jacobino data de pouco após a tomada de poder pelos termidorianos, principalmente a partir dos textos de Jean-Lambert Tallien e Benjamin Constant. Segundo essa interpretação, os jacobinos e, principalmente, o seu "líder", Maximilien de Robespierre, teriam instituído uma política de Estado por vezes chamada de "terrorista" como forma de manter a Revolução viva. Por sua vez, em "Considérations sur la France" (1797), Joseph de Maistre, julga que Robespierre, Collot e Barère, jamais quiseram impor o Terror e, de uma perspectiva mais metafísica, argumenta que os homens foram levados pelas forças das circunstâncias.
Na Alemanha, dois intérpretes da Revolução são paradigmáticos da introdução do Terror na arena da conceituação, Kant e Hegel. O primeiro compreende a Revolução como um exemplo de progresso da moralidade, apoiando o republicanismo que fora inserido na história do mundo, embora critique atos cruéis. O segundo, em sua obra, Fenomenologia do Espírito (1811), interpreta o "reino do terror" (Schreckensherrschaft) com uma fase da história do mundo, expressão transitória da negatividade no processo de libertação do Espírito. O termo, então, tornou-se um conceito dentro de uma história universal.
Nessa toada, no século XIX, historiadores mais críticos da Revolução Francesa passaram a defender que o "Terror" caracterizou todo o movimento desde 1789, enquanto que, no século XX, pensadores como Hannah Arendt passaram a defender que o Terror, assim como os regimes fascistas, se inseria na chave do totalitarismo.
Atualmente, essas visões estão sendo questionadas pela historiografia. O historiador Jean-Clement Martin, por exemplo, defende que, durante o governo jacobino, os atos empregados contra os ditos "inimigos" da Revolução não constituíam uma diretiva oficial do governo revolucionário no sentido da institucionalização da violência, mas sim um fenômeno mais descentralizado inserido no contexto da guerra civil e da miséria daquele momento.

### Periodização
É comum periodizar o "Terror" como tendo o seu início em setembro de 1793 e o seu fim com a Reação Termidoriana em julho de 1794, considerando, assim os massacres de setembro de 1792 como um "Pré-Terror". Apesar disso, essa classificação vem sendo questionada por historiadores mais recentes, que acusam-na de pouca especificidade, abrangido ações de diversos agentes que não são congruentes ao Terror. Para esses estudiosos, o foco no "Terror" como regime institucionalizado de violência retirou do debate a sua atuação geográfica e socio-politicamente situada, além do emprego da palavra enquanto sensação - no sentido de "estupor".
Nesse sentido, conforme argumentam os historiadores que concordam com essa visão, a Convenção Nacional - composta de grupos e indivíduos ideologicamente complexos - e que perdia membros continuamente para as conspirações "federalistas", deliberou sobre o uso do terror, também em conjunto. Desse modo, segundo essa interpretação, não é possível qualificar o "Terror" como sistema de governança ou, ainda, que esse "sistema" tenha sido orquestrado e institucionalizado somente pelos jacobinos.